# ラーン＝ディル郡
ラーン＝ディル郡 (ドイツ語: Lahn-Dill-Kreis) は、ドイツ連邦共和国ヘッセン州ギーセン行政管区の郡である。行政機関は郡庁所在地のヴェッツラーにあり、ディレンブルク、ヘルボルン、ハイガーに分所がある。
郡名の由来は、ラーン川とディル川の2本の川である。1970年代のラーン＝ディル地域の大規模な地域改編によってラーン＝ディル郡が形成された。1977年にラーン市が形成されたが、1979年に再び廃止され小さな自治体に分割され、旧ヴェッツラー郡、ディル郡および旧ビーデンコプフ郡の周縁部の市町村からミッテルヘッセンに新たな郡として本郡が成立した。

## 地理

### 位置
ラーン＝ディル郡はミッテルヘッセンの西部に位置しており、ノルトライン＝ヴェストファーレン州およびラインラント＝プファルツ州と境を接している。郡域北部にロタール山地の支脈、西部にヴェスターヴァルトの支脈、北東部にはグラーデンバッハ・ベルクラント南西部、南部はラーン川中流域の谷とヒンタータウヌス東部の一部を含む。郡内の最高地点は、ロタール山地南斜面 (673.1 m) と、ディーツヘルツタール町内 (675.9 m) にある。
郡内の特徴的な風景を造り出している谷をラーン川とその右岸側の支流であるディル川が流れている。ミッテルヘッセンのギーセン郡ギーセンやホイヒェルハイム方面から流れてきたラーン川は、ヴェッツラーのドゥーテンホーフェン市区からほぼ東西方向に郡内を流れ、郡庁所在地ヴェッツラーの中核市区で北から流れてきたディル川と合流する。ラーン川はロインのビスキルヒェン近郊で、隣のリムブルク＝ヴァイルブルク郡に位置するレーンベルクの中心街に向かって、本郡を離れる。

### 隣接する郡
ラーン＝ディル郡は北東から時計回りに、ヘッセン州マールブルク＝ビーデンコプフ郡、ギーセン郡、ヴェッテラウ郡、ホーホタウヌス郡、リムブルク＝ヴァイルブルク郡、ラインラント＝プファルツ州ヴェスターヴァルト郡、ノルトライン＝ヴェストファーレン州ジーゲン＝ヴィトゲンシュタイン郡と境を接している。

### 気候
ドイツ全土がそうであるように温帯に属するラーン＝ディル郡を、年間降水量に大きな違いがある天気の境界が通っている。郡の北部では、中部および南部に比べ 50 % 以上多い降水量を示す。ディーツヘルツタール＝マンデルンの年間降水量が 1096.4 mm であるのに対して、郡内で最も少ないエーリングスハウゼン＝ケルシュハウゼンのそれは 718.9 mm である。通常、ロタール山地の支脈が突き出した郡北部から南に行くにつれて降水量が少なくなる傾向がある: ディーツヘルツタール＝マンデルン 1096.4 mm、エッシェンブルク＝ヒルツェンハイン 965.6 mm、ジークバッハ＝アイゼムロート 841.4 mm、ヴェッツラー＝ナウボルン 731.1 mm。また、郡南部でも西部と東部とでは大きく異なっている。ヴェスターヴァルトに属すドリードルフの年間降水量は 1229.1 mm と、直線距離で約 15 km しか離れていないエーリングハウゼンのそれの 1.7 倍に達する。
ラーン＝ディル郡の年間平均気温は、ドイツ全土の平均値である 8.2℃に近い: アスラー＝クライン・アルテンシュテッテン: 8.4 ℃、ほぼ同じ高さ 314 m に位置するディレンブルクは 7.7 ℃である。

## 歴史
郡域南部は、ゾルムス＝ブラウンフェルス侯領および帝国自由都市ヴェッツラーに属していた。1803年の帝国代表者会議主要決議の結果、ヴェッツラー伯領となり、その後ライン同盟首座大司教侯で帝国宰相のカール・テオドール・フォン・ダールベルクによって新たに創設されたフランクフルト大公国に編入された。旧ゾルムス領は1806年にナッサウ公国領となり、1815年にプロイセン王国領となった。1816年にプロイセンのヴェッツラー郡とブラウンフェルス郡が成立し、1822年にヴェッツラー郡に統合された。この郡は1932年まで飛び地としてプロイセンのライン州に属した。郡域北部は中世からナッサウ＝ディルブルク侯領に属した。1806年から1813年までフランス占領下のベルク大公国、1813年から1815年までナッサウ＝オラニエン侯国に属したが、1816年にナッサウ公国領となった。ここではアムト・ヘルボルンとアムト・ディレンブルクを形成した。ナッサウ公国がプロイセンに併合された後、1866年に両アムトはディル郡に統合された。
第二次世界大戦後、現在の郡域全体がヘッセン州となった。ヘッセン州の地域再編によって1977年1月1日にラーン＝ディル郡が創設された。この新しい郡は、以下の地区から形成された。
- 廃止されたディル郡全域: ディレンブルク、ハイガー、ヘルボルン、ブライトシャイト、ディーツヘルツタール、ドライドルフ、エッシェンブルク、グライフェンシュタイン、ミッテンアール、ジークバッハ、ジン
- 廃止されたギーセン郡の大部分: アレンドルフ (ルムダ)、グリューンベルク、フンゲン、ラウバッハ、リヒ、リンデン、シュタウフェンベルク、ブーゼック、フェルンヴァルト、ランゲンス、ロラー、ポールハイム、ラーベナウ、ライスキルヒェン
- 廃止されたヴェッツラー郡の一部: ブラウンフェルス、ロイン、アスラー、ビーバータール、ビショッフェン、エーリングスハウゼン、ホーエンアール、ヒュッテンベルク、シェッフェングルント、ゾルムス、ヴァルトゾルムス[4][5]

この新しい郡は、面積 1,695 km2 で、36市町村を含んだ。行政中心地は、同時に形成されたラーン市であった。この街は、郡独立市ギーセンとヴェッツラー、ヴェッツラー郡の13町村およびギーセン郡のホイヒェルハイムが合併して成立した。
この地域再編は、主にヴェッツラー側住民の激しい抵抗によって撤回された。1979年8月1日にラーン市は廃止され、ラーン＝ディル郡は新たに分割された。
- ヴェッツラー市を再興し、新たにラーナウをラーン＝ディル郡に編入した。
- ビーバータールと1976年までギーセン郡に属していた全市町村をラーン＝ディル郡から分離し、新たにギーセン郡を設けた。

この結果、ラーン＝ディル郡は23市町村、面積 1,066.5 km2 となった。

## 住民

### 人口推移
ラーン＝ディル郡は1979年8月1日に郡域の変更がなされた。
| 日付           | 人口（人） | 出典   |
| -------------- | ---------- | ------ |
| 1977年6月30日  | 312,000    | [ 6 ]  |
| 1979年6月30日  | 314,200    | [ 7 ]  |
|                |            |        |
| 1980年6月30日  | 240,000    | [ 8 ]  |
| 1990年12月31日 | 247,400    | [ 8 ]  |
| 1995年12月31日 | 262,952    | [ 9 ]  |
| 2001年12月31日 | 263,043    | [ 9 ]  |
| 2011年5月9日   | 253,441    | [ 9 ]  |
| 2014年12月31日 | 251,440    | [ 10 ] |
| 2015年12月31日 | 253,167    | [ 11 ] |
| 2020年12月31日 | 253,373    | [ 12 ] |

## 行政

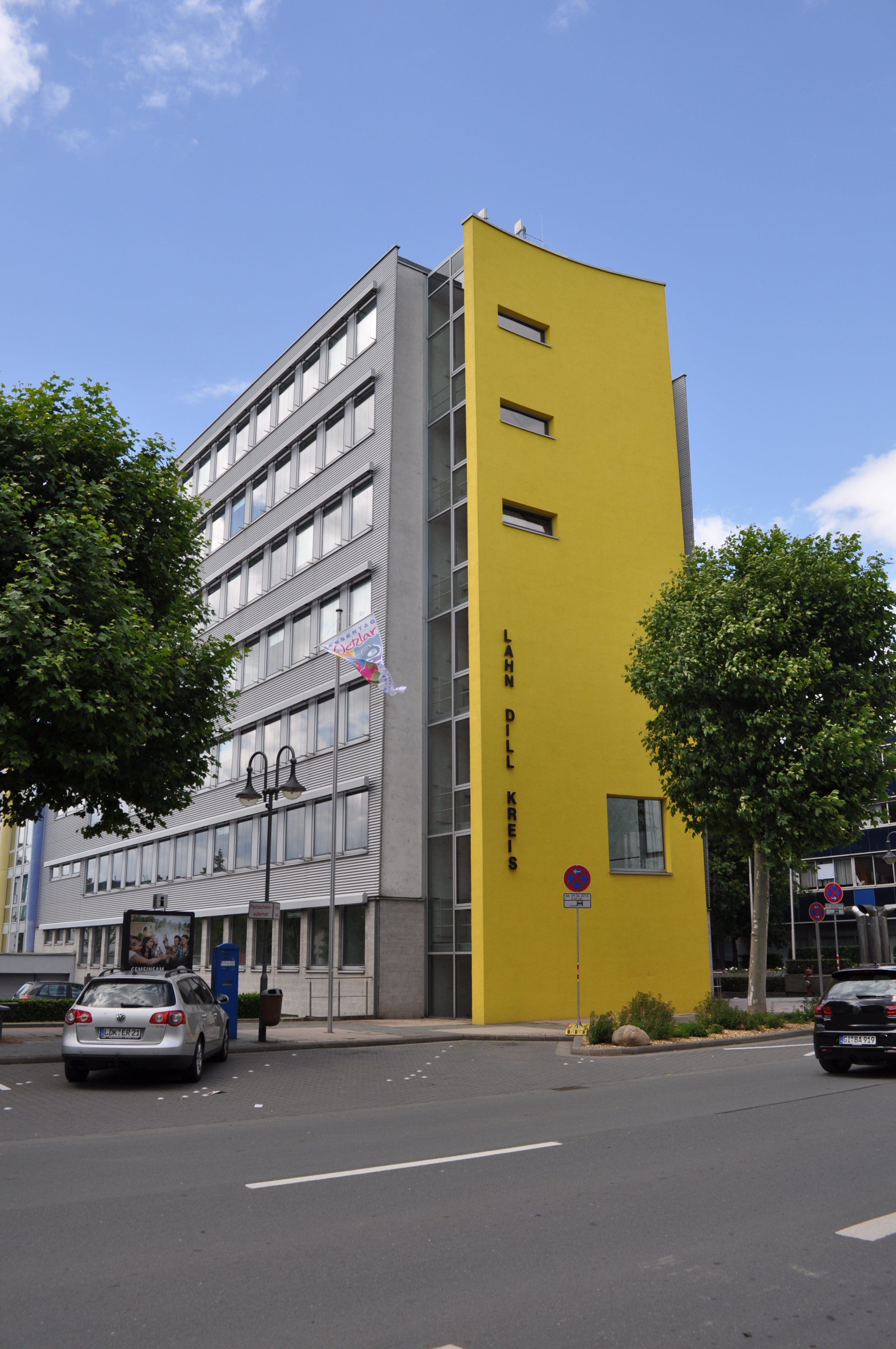
ラーン＝ディル郡役場

### 郡議会
2021年3月14日の郡議会選挙結果を以下に示す。比較のためにそれ以前の結果も表示した。
| 政党                               | 2021年     | 2021年 | 2016年     | 2016年 | 2011年     | 2011年 | 2006年     | 2006年 | 2001年     | 2001年 |
| 政党                               | 得票率 (%) | 議席数 | 得票率 (%) | 議席数 | 得票率 (%) | 議席数 | 得票率 (%) | 議席数 | 得票率 (%) | 議席数 |
| ---------------------------------- | ---------- | ------ | ---------- | ------ | ---------- | ------ | ---------- | ------ | ---------- | ------ |
| CDU                                | 30.1       | 24     | 31.2       | 25     | 34.7       | 28     | 38.1       | 31     | 35.4       | 29     |
| SPD                                | 24.9       | 20     | 29.9       | 24     | 32.9       | 27     | 35.2       | 28     | 39.5       | 32     |
| AfD                                | 9.0        | 7      | 10.0       | 8      | -          | -      | -          | -      | -          | -      |
| Freie Wählergemeinschaft Lahn-Dill | 9.4        | 8      | 10.0       | 8      | 10.6       | 9      | 11.4       | 9      | 10.6       | 9      |
| Grüne                              | 14.2       | 12     | 8.3        | 7      | 13.6       | 11     | 5.6        | 5      | 5.8        | 5      |
| FDP                                | 5.5        | 4      | 5.4        | 4      | 3.1        | 2      | 4.2        | 3      | 4.1        | 3      |
| Linke                              | 3.6        | 3      | 3.2        | 3      | 2.7        | 2      | 2.2        | 2      | -          | -      |
| NPD                                | 0.7        | 1      | 3.0        | 2      | 2.4        | 2      | 2.2        | 2      | 1.8        | 1      |
| PARTEI                             | 2.6        | 2      | -          | -      | -          | -      | -          | -      | -          | -      |
| REP                                | -          | -      | -          | -      | -          | -      | 1.3        | 1      | 2.7        | 2      |
| 計                                 | 100.0      | 81     | 100.0      | 81     | 100.0      | 81     | 100.0      | 81     | 100.0      | 81     |
| 投票率 (%)                         | 46.9       | 46.9   | 44.5       | 44.5   | 41.3       | 41.3   | 40.4       | 40.4   | 47.7       | 47.7   |

### 郡長
- エルンスト・テュルク (SPD) 1977年1月1日 - 1977年6月15日（郡新設のため、州から指名された郡長であった）
- カール・レールマン (CDU) 1977年6月16日 - 1979年7月31日および1979年8月1日 - 1981年7月31日（1979年8月1日までは郡新設のための州から指定された郡長であった）
- フランツ・デンマー (CDU) 1981年8月1日 - 1985年6月10日
- ゲルハルト・ベーケル (SPD) 1985年6月11日 - 1994年7月11日
- カール・イーメルス (SPD) 1994年11月7日 - 2006年11月6日
- ヴォルフガング・シュースター (SPD) 2006年11月7日 -

### 紋章
図柄: 上下二分割。上部は金地に赤い嘴と爪を持つ黒い双頭の鷲。下部は左右二分割。向かって左は金地に、赤い帯がついた青い狩猟用の角笛。向かって右は青地に金色の小さな四角形が撒かれた地の上に赤い舌と爪を持つ金の獅子。
解説: 帝国鷲は、かつての自由帝国都市ヴェッツラーを象徴している。狩の角笛はオラニエ伯、獅子はナッサウ侯を表している。この紋章は1980年8月4日に承認された。

## 経済と社会資本

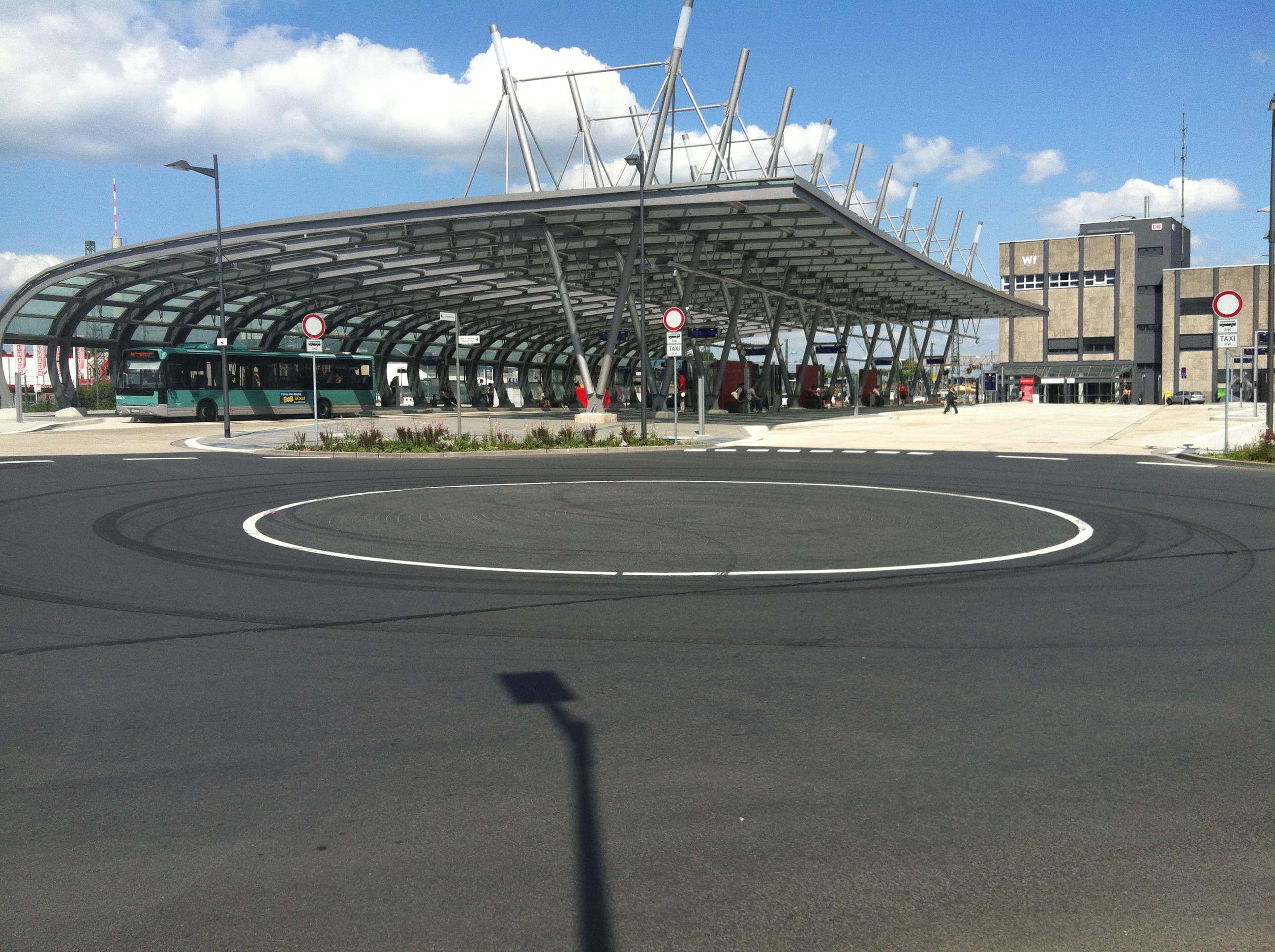
ヴェッツラー駅（奥）とそのバスターミナル

### 交通
郡域内を連邦アウトバーン A45号線（アシャッフェンブルク - ドルトムント）および欧州自動車道 E40号線、E41号線、アウトバーン A480号線が通っている。さらに多くの連邦道、郡道が郡内を通っており、その中には連邦道 B49号線および E44号線、B253号線、B255号線、B277号線、旧B277a号線が含まれる。
ラーン・ディル交通連合 (VLD) およびリムブルク＝ヴァイルブルク郡ローカル近郊交通協会 GmbH (LNG) は、2011年9月初めにラーン＝ディル＝ヴァイル交通協会 mbH （VLDW) として統合された。この協会は、独自の近郊交通機構を有するヴェッツラー市内を除くラーン＝ディル郡およびリムブルク＝ヴァイルブルク郡の公共旅客交通を担う目的連合である。通学日には、1日最大250台の車輌が120路線を運行している。VLD はラーン＝ディル郡内に554か所の停留所を運営している。2016年現在、6社の交通会社が VLD の委託で業務を行っている。総運行距離は、年間約570万 km である。ヴェッツラーでは、ヴェッツラー交通 GmbH がヴェッツラー市の近郊交通局の委託を受けて、10路線、220停留所を運営しており、年間総運行距離は140万 km である。
郡内をドイツ鉄道 AG のディル線が通っており、フランクフルト・アム・マインおよびギーセンからヴェッツラーやディレンブルクを経由してジーゲン（ここでハーゲンおよびケルン方面の路線に接続する）に至るレギオナルエクスプレスやラーン＝ディル郡中部の市町村を乗り換えなしでフランクフルト・アム・マインに結ぶミッテルヘッセン＝エクスプレスが走行している。2009年12月の時刻表改正後、平日には、ヴェッツラー、ヘルボルン、ディレンブルクに国際列車ユーロシティが発着する事になった。この列車は、ジーゲンからフランクフルト・アム・マイン、シュトゥットガルト、ミュンヘンを経由して、クラーゲンフルト・アム・ヴァルターゼー、リュブリャナ、あるいはザグレブまで運行されていた。この列車は2011年の時刻表改正で再び廃止された。このほかにギーセンからヴェッツラー - ヴァイルブルク - リムブルクを経由してコブレンツに至るラーンタール鉄道が運行している。ディレンブルクからハイガーを経由してベッツドルフへ行くヘラータール鉄道も郡域をかすめている。南部では、ヴァルトゾルムス＝ブラントオーベルンドルフからタウヌス鉄道を利用してバート・ホムブルクおよびフランクフルトに往来できる。郡内の鉄道路線は1996年にドイツ鉄道から VLD が購入した。大きな駅は、ヴェッツラー、ヘルボルン、ディレンブルクにある。

## 文化と見所

### 見所
- ビショッフェン近郊アールタール湖
- ブラウンフェルス城
- ブライトシャイト近郊の鍾乳洞「ヘルプストラビリンス」
- ドンスバッハの猟獣園
- ディレンブルクのヴィルヘルムス塔
- ドリードルフ近郊クロムバッハタール堰
- ヴェスターヴァルトのグライフェンシュタイン城
- 数多くの建築文化財や木組み建築が立ち並ぶヘルボルン旧市街
- ヘルボルン＝ウッカースドルフの鳥獣園
- ハース邸、1892年頃に建設されたジンの古典主義様式の保護文化財建築
- ゾルムス＝オーバービール/ヴェッツラー近郊の見学鉱山フォントゥナ坑
- 旧帝国都市ヴェッツラー、ヴェッツラー聖堂（ドイツ語版、英語版）や旧市街が見所
- ヴェッツラーの博物館、美術館
- クレッフェルバッハのコプト会修道院
- バイルシュタイン近郊のウルムバッハ堰止め湖

## 市町村
| 市 1. アスラー (de:Aßlar 14,043) 2. ブラウンフェルス (de:Braunfels 11,167) 3. ディレンブルク (de:Dillenburg 23,533) 4. ハイガー (de:Haiger 19,596) 5. ヘルボルン (de:Herborn 21,142) 6. ロイン (de:Leun 5,847) 7. ゾルムス (de:Solms 13,921) 8. ヴェッツラー (de:Wetzlar 特別市、郡庁所在地 54,629) 町村 1. ビショッフェン (de:Bischoffen 3,335) 2. ブライトシャイト (Breitscheid 4,708) 3. ディーツヘルツタール (de:Dietzhölztal 5,622) 4. ドリードルフ (de:Driedorf 5,162) 5. エーリングスハウゼン (de:Ehringshausen 9,591) 6. エッシェンブルク (de:Eschenburg 10,043) 7. グライフェンシュタイン (Greifenstein 6,563) 8. ホーエンアール (de:Hohenahr 4,898) 9. ヒュッテンベルク (Hüttenberg 10,968) 10. ラーナウ (de:Lahnau 8,312) 11. ミッテンアール (de:Mittenaar 4,815) 12. シェッフェングルント (de:Schöffengrund 6,597) 13. ジークバッハ (de:Siegbach 2,530) 14. ジン (Sinn 6,574) 15. ヴァルトゾルムス (de:Waldsolms 4,892) | ラーン＝ディル郡の市町村区分図 |

括弧内の数値は、2023年12月31日現在の人口。